# Oriental Hero
Oriental Hero es un videojuego de beat 'em up de desplazamiento lateral con temática ninja publicado en 1987 exclusivamente para ZX Spectrum bajo el sello Firebird Software Silver Range. Fue desarrollado por Tron Software como la secuela de su lanzamiento multiplataforma de 1986, Ninja Master.

## Modo de juego y argumento
Oriental Hero se centra en el protagonista ninja, quien después de lograr la victoria en el juego anterior Ninja Master viaja por el camino que conduce al palacio de Zerwin el Mago, a quien el protagonista finalmente debe derrotar para ganar el título de Supremo Maestro de Combate Oriental.
El juego consta de cuatro niveles, cada uno de ellos una plataforma de desplazamiento horizontal en la que el jugador-ninja debe luchar contra varios enemigos terrestres y voladores y proyectiles antes de llegar al jefe al final del nivel. El jugador ninja puede defenderse saltando o agachándose; sus únicos movimientos de lucha son puñetazos, patadas y patadas voladoras. Los proyectiles aparecen rápidamente y pueden matar al jugador con un solo golpe, pero ellos mismos pueden morir con un solo golpe. Por otro lado, los enemigos terrestres necesitan entre uno y tres golpes para morir. Los jefes al final de cada nivel (la terrible cobra india, la unidad de guerra de triple armamento altamente técnica, Ivan Dragovich el maestro ruso y Zerwin el mago)  pueden ser eliminados con tres golpes.

## Desarrollo
Michel Nass y Tommy Gardh de Tron Software, una compañía sueca de desarrollo de videojuegos, comenzaron a trabajar en Oriental Hero a finales de 1986, poco después del lanzamiento de Ninja Master, su predecesor. Nass fue responsable de codificar el juego mientras que Gardh produjo los gráficos y el sonido.
Oriental Hero fue publicado en julio de 1987 por Firebird Software en su sello económico Silver Range. Fue uno de los últimos juegos de Silver Range antes de que la empresa matriz Telecomsoft cediera la gestión de esa marca a su propia subsidiaria, Silverbird, a finales de 1987. El juego admite los joysticks de Sinclair y Kempston Micro Electronics como controladores, así como el control del teclado a través del teclado integrado del ZX Spectrum. Aunque el ZX Spectrum 128 ya estaba disponible en el momento del lanzamiento de Oriental Hero, el juego no aprovecha la mayor memoria de ese sistema y es compatible con el ZX Spectrum original de 48 KB.

## Recepción
Al igual que su predecesor, Oriental Hero recibió críticas mixtas, en su mayoría negativas. Un escritor del Airdrie & Coatbridge Advertiser lo calificó de placer culpable: «un juego de bajo presupuesto que sé que no debería haber disfrutado, pero lo hice», que proporcionó «unas cuantas horas de diversión». El escritor elogió el pixel art de los sprites de los personajes y sintió que la mecánica de lucha funcionó «razonablemente bien», pero calificó el comando de movimiento como «algo limitado» y el desplazamiento lateral «dejando un poco que desear». A pesar de la pronunciada curva de dificultad del juego, el escritor calificó el desafío como adictivo («pasaron un par de horas antes de que me diera cuenta») y el desafío disminuyó después de un corto tiempo. Tony Dillon de Sinclair User, mientras tanto, le dio cuatro estrellas de diez, escribiendo que el juego «es tan rápido ... Ganar empieza a ser una cuestión de suerte».
Rick Robson de Your Sinclair consideró que el juego carecía de imaginación y descubrió que no tenía nada que ofrecer a los jugadores avanzados de juegos de kung-fu, pero elogió los gráficos y el sonido y supuso que tendría buenas ventas. Nick Roberts, Ben Stone y Paul Sumner, en una reseña colectiva de Crash, le dieron al juego una puntuación promedio del 30%. Criticaron el juego por su jugabilidad «basura», sus gráficos «pobres» y por no tener un atractivo duradero. Al igual que Robson, Roberts elogió los gráficos y el sonido, pero calificó la jugabilidad de frustrante. Sumner dijo que el juego era «totalmente injugable; los gráficos están muy mal animados y los fondos no son atractivos. Firebird debería saberlo». El periódico portugués A Capital calificó a Oriental Hero como un juego a evitar y una mancha negra en el generalmente bien considerado catálogo de Firebird, ya que el juego en su conjunto «no añade nada a lo que ya se sabe» y parece tener fallos, especialmente en la «mala animación» de los sprites.